# Michael Thomas Dunn
Michael Thomas Dunn (26 de junio de 1977) es un actor estadounidense que se ha convertido en una de las principales estrellas de Hollywood. Nació como Michael Thomas en Fort Lauderdale, en el estado de Florida. Él es también director independiente de la película.

## Filmografía
- Vixen {2007)
- Death Squad (2006)
- Solo y agitado(2004)
- The Punisher (2004)
- 2 Fast 2 Furious (2003)
- Sheena (2000)
- The Standoff (1999)
- Mortal Kombat: Conquest (1998)
- Conflicto De la Medianoche (1998)

## Director
- Vixen (2007)
- Solo y agitado (2004)
- Steel Legends (2001)
- The Standoff (1999)
- Out of Time (1998)
- Conflicto De la Medianoche (1998)